# CSV포터상
Porter Prize for Excellence in CSV(약칭 CSV포터상)은 2014년 산업정책연구원(IPS)이 경영의 패러다임으로 자리잡은 CSV(공유가치창출, Creating Shared Value)접근법을 활성화하고 산업계의 선도 기업·기관을 발굴하고자 제정한 상이다. 우수 CSV 실천 기업·기관을 발굴 및 시상을 통해 국내 산업계의 CSV 확산을 촉진하여 경제적 성장과 사회적 문제 해결을 통한 창조경제 활성화에 기여하는 것을 목적으로 한다. 동시에 Porter Prize를 통해 세계적으로 CSV를 선도하는 역할을 담당하여 한국경제의 국가경쟁력을 획기적으로 높이는 글로벌 CSV 분야의 리더가 될 수 있는 기업·기관을 키워내고자 한다.
동아일보와 채널A, 산업정책연구원(IPS)은 경제적 가치 창출과 사회 문제 해결을 동시에 추구하는 공유가치 창출을 위한 프로그램 개발·실천에 기여한 한국소재 기업 및 기관에게 ‘CSV포터상’을 수여한다. 응모 및 시상의 주체는 법인 기준으로, 그룹사에서 여러 법인이 응모했을 경우, 평가 결과에 근거하여 한 그룹내의 여러 개 법인에 상을 수여할 수 있다.
각계 권위자로 구성된 심사위원회가 심사하고 CSV 개념을 주창한 마이클 포터(Michael E. Porter) 미국 하버드대 교수가 최종심의 과정에 직접 참여한다. 지난 제1회, 제4회 CSV 포터상 시상식에 참석하여 수상 기업들에게 직접 시상하였다.

## 시상 분야 및 심사 과정
Porter Prize의 응모 부문은 프로세스(Process)와 프로젝트(Project)로 나뉜다. 프로세스는 목적하는 것을 얻기 위해 수행해야 하는 순차적인 단계 및 활동이고, 프로젝트는 정해진 기간 안에 일정한 목적을 달성하기 위해 수행하는 사업이다. Process 상은 CSV 사업을 일회성, 단기성 프로젝트로 접근한 게 아니라 체계적인 시스템을 갖추고 전사 차원의 프로세스를 확립해 추진하고 있는지를 중점적으로 검토한다. 민간 부문의 경우 규모에 따라 대기업, 중견기업, 중소기업으로 나뉘어 응모 가능하며, 법인의 성격에 따라 공공 부문과 비영리 부문, 해외기업의 국내현지법인으로 나뉘어 응모 가능하다. 프로젝트 부문은 효과성, 창조·혁신성, 전파성, 상생성, 성과관리 우수성, 포용성에 있어서 모범이 되는 CSV 프로젝트 사례에 시상된다. Project 상은 규모와 성격에 관계없이 응모 가능하다.
Porter Prize for Excellence in CSV 시상의 심사 기준에 따라 개발된 평가모델을 기반으로 서류를 심사한 후 필요에 따라 질의 및 인터뷰를 시행한다. 주최·후원기관의 대표, 경제 단체와 CSV 관련 전문가 등 CSV 확산에 기여할 수 있는 인사들로 구성된 심사위원 회의를 통해 심층심사를 거쳐 마이클 포터 교수와 함께 수상 후보 기업에 대하여 최종 심사를 진행해 수상 기업을 선정한다.

## 역대 수상기업 및 공적요지

#### 제 1회 Porter Prize for Excellence in CSV 수상 기업
| 부문                    | 수상 기업               | 공적요지 |
| Process                 |                         | |
| 민간 부문               | CJ주식회사              | CSV 경영실이 그룹 컨트롤타워 역할을 하고, 11개의 계열사의 임원이 지휘하는 CSV 전담조직이 실무를 맡는 구조로 그룹 전체 차원에서 CSV 프로세스를 정착시킴. 자체적으로 CSV 효과를 측정하는 지표를 만들어 각 사업이 체계적, 정량적으로 평가 및 관리되도록 함. |
| 민간 부문               | 교보생명보험            | 고객만족(CS) 분야의 노하우를 다른 기업이나 기관에 무료로 전수하는 ‘다윈서비스’와 같이 보험업계가 가장 잘할 수 있는 영역과 연계된 CSV 활동을 추진함. 다솜이재단을 설립하여 일자리가 필요한 중장년층 여성 가장들에게 간병 기술을 가르치고 이들이 저소득층 환자에게 간병 서비스를 제공할 수 있도록 지원하여 일자리 창출과 삶의 질 향상이라는 사회적 가치를 창출함.                                                                |
| 민간 부문               | 풀무원                  | 전문 식생활 교육 강사들이 초등학교와 유치원 등을 방문해 아이들의 올바른 식습관 형성을 위한 교육을 진행하는 ‘바른먹거리 캠페인 교육을 운영함. |
| 민간 부문               | 김정문알로에            | Plan(계획)-Do(운영)-Check(모니터링)-Act(개선점 반영) 등 각 단계에 전담 인력을 지정해 CSV 사업(제주 알로에 명품화 사업)을 추진함. 알로에 종자 연구와 재배, 가공, 상품화 그리고 알로에 관광지구 조성까지 1~3차 산업을 망라하는 비즈니스 모델에 서귀포시, 제주도, 제주대, 제주테크노파크와 지역 농가를 파트너로 참여시켜 지역사회와 상생함. 더불어 5인의 외부 전문가로 구성된 자문위원회가 CSV 활동을 정기적으로 점검하고 평가함. |
| 공공 부문               | 강동구청                | 7개 주민센터에 각종 공구를 비치해 주민들이 공동으로 사용할 수 있는 ‘공구도서관’, 영유아기 아동 발달에 필요한 장난감을 빌려주는 ‘동동레코텍’, 스마트폰 앱을 이용해서 이웃과 주차장을 공유할 수 있는 ‘주거지 주차 공유 사업’을 운영하는 등 각종 생활문제를 CSV에 기반한 정책으로 해결함. |
| 공공 부문               | 한국전력공사            | 전사 차원으로 CSV를 확대해 중장기적 전략으로 활용하는 등 조직 내부적으로 CSV 활동을 위한 실질적인 프로세스를 구축함. 신재생실은 학교와 복지시설을 대상으로 한 태양광 사업, SG&ESS처는 개발도상국을 대상으로 한 마이크로그리드(소규모 독립형 전력망) 사업, 해외사업운영처와 인재개발원은 개발도상국의 전력설비 개선사업 등을 담당하도록 해 모든 부서가 CSV 활동에 참여하는 구조를 만듦.                                         |
| 비영리 부문             | 서울대학교병원 강남센터 | ‘옌지시 중의병원 서울대병원 협력 건강검진센터’를 짓고 개원 전 옌지 임직원을 강남센터로 초청하고 실습 교육을 실시해 서비스의 수준을 높여 지린성 옌볜조선족자치주에 거주하는 조선족 동포의 보건위생 수준 향상에 기여함. |
| 해외기업의 국내현지법인 | 비브라운코리아          | 몽골의 젊은 정형외과 의사를 한국에 초청해 인공과널 수술 교육을 받게 하는 프로그램을 운영하고, 재사용 수술 기구의 모든 관리 과정을 점검하고 최적의 시스템을 만들어주는 감염관리 컨설팅을 진행해 병원들의 2차 감염 리스크를 낮춰주고 향후 의료기기 판매에서 경쟁업체에 비해 우위를 점함. |
| Project                 |                         | |
| 효과성                  | LG유플러스              | 통신 인프라와 IT 역량 등 통신 서비스업체로서 보유한 강점을 발휘하여 아파트 단지에 무선정 보인식장치(RFID) 기반의 음식물쓰레기 수거시스템 ‘U+ 비즈 스마트크린’ 구축 사업을 실시해 환경보호를 돕는 동시에 LG유플러스 수익에 기여함. 또한, PC나 스마트폰으로 건물 안의 조명이나 각종 설비 등의 전력 사용량을 실시간으로 확인하고 원격 조종·제어하는 전력절감 솔루션인 ‘U+ 비즈 EMS(Energy Management Solution)’ 서비스를 운영함.  |
| 창조혁신성              | KT                      | 맞춤형 네트워크를 제공해 산업 전반의 효율성을 향상시키고 농어촌 지역의 정보 격차를 해소하는 활동을 통해 사회적 가치와 수익을 동시에 창출하는 ‘기가토피아’ 전략을 펼침. 정보 격차가 가장 심한 도서 지역에 기가 인프라와 정보통신 솔루션을 융합해 교육, 문화, 환경 등 다양한 분야에서 지역주민의 생활과 환경을 발전시키는 ‘기가 아일랜드 프로젝트(GiGA Island Project)’를 실시함.                                                |
| 전파성                  | 현대자동차              | 저개발국가(가나, 인도네시아 등)에 자동차 정비 교육기관인 ‘현대·코이카 드림센터’를 한국국제협력단(KOICA)와 함께 설립하고 지역별 상황에 맞춰 특화된 커리큘럼을 도입하여 프로그램을 운영함. 저개발 국가의 교육 불균형 문제를 해소하고 안정적인 일자리 창출에 기여하며 장기적인 사업 역량을 강화함. |
| 상생성                  | 롯데마트                | 두부 관련 중소기업이 연합해 설립한 ‘어깨동무 협동조합’이 만든 두부의 디자인과 로고개발, 판매 과정을 지원하고, 농가와 기술력을 갖춘 중소기업과 함께 ‘드시던 쌀 그대로 즉석밥’을 출시하는 등 중소기업의 성장을 지원하여 동반성장을 도모함. |

#### 제 2회 Porter Prize for Excellence in CSV 수상 기업
| 부문                    | 수상기업       | 공적요지 |
| Process                 |                | |
| 민간 부문               | CJ주식회사     | 그룹과 각 계열사의 중장기 경영전략과 CSV 경영전략을 함께 수립해 진정성 있는 실행방안을 수립하고, 사업검토 및 평가시 CSV 경영 요소를 반영하는 등 기업의 경영활동 자체에 CSV를 내재화함. 임직원이 자발적으로 참여하는 CSV 혁신 아이디어 발굴모임인 ‘CSV 이노베이션 랩’을 운영하는 등 CSV와 개별 사업 간 연계 강화를 위해 노력함.                                                                                          |
| 민간 부문               | KT             | 기가(GiGA) 인프라와 ICT를 활용한 국민 편익 향상에 초점을 맞춰 CSV 활동을 진행함. ‘기가 스토리 프로젝트’의 수혜 대상을 산간 오지 및 도서 지역 등 전국으로 확대하고, 그 일환으로 한반도 최북단 백령도와 지리산 청학동에 최신 ICT 솔루션을 공급하여 도농 격차 해소에 기여함. 또한 IT 서포터즈를 통해 정보 격차 및 IT 역기능 해소에 기여하며, 동자동 쪽방촌에 '동자 희망나눔센터'를 개소하여 시니어 일자리 창출에 이바지함. |
| 민간 부문               | 유한킴벌리     | 시니어 일자리 창출을 통해 고령화 문제를 해결하는 동시에 ‘시니어 시장’을 신성장 동력으로 만드는 CSV 전략을 실행함. 시니어의 삶에 대한 사회적 인식을 바꾸기 위해 ‘액티브 시니어’ 캠페인을 추진하고 제품개발이나 판로 개척에 어려움을 겪는 시니어 대상의 제품, 서비스를 개발 중인 소기업 및 사회적 기업을 지원하여 '액티브 시니어 생활용품 시장'을 육성함.                                                                 |
| 공공 부문               | 강동구청       | ‘강동구 공유촉진위원회’를 구성해 CSV 정책 및 사업 추진을 위한 법적·제도적 기반을 마련하고 매년 외부기관과 서울시, 강동구의회에서 CSV 정책 및 사업에 대해 정기적으로 평가함. 지역주민과 동물보호단체, 고양이 사료회사와 연계해 ‘길고양이’ 문제를 해결하는 길고양이 급식소 사업을 시행함. |
| 공공 부문               | 한국전력공사   | 에너지밸리 내에 58개의 국내외 에너지 분야 주요 기업을 유치해 지역사회 일자리 창출과 경제 발전에 공헌하고, 지역 학생 대상으로 ‘빛가람클래스’를 운영하여 소외계층 학생의 방과후 학습, 진로 체험을 위한 사옥 견학 프로그램을 지원함. 빛가람 동반성장 페스티벌과 BIXPO(빛가람 전력기술 엑스포)의 개최를 통해 지역경제 활성화에 도움을 주고 지역의 브랜드 가치를 높이는데 공헌함.                                            |
| 비영리 부문             | 이랜드복지재단 | ‘이랜드 인큐베이팅 사업’으로 주요 소득자의 사망, 질병으로 위기를 겪는 가정이나 정부지원을 받지 못하는 사회복지시설을 지원하고, ‘이랜드사랑장바구니’ 프로그램을 통해 지역의 사회복지관과 연계해 홀몸노인, 장애인을 비롯해 보호아동이 있는 가정에 생필품을 전달함. 이랜드파크로부터 객실을 지원받아 사회복지 분야의 실무자들에게 ‘쉼과 회복’의 기회를 주는 리프레쉬투어 사업을 진행함.                                    |
| 해외기업의 국내현지법인 | 필츠코리아     | 유럽 최고 권위의 규격 인증기관인 TUV와 협업해 국제 공인 자격증인 기계류안전전문가 자격증(CMSE)을 발급·운영하는 등 안전한 기계사용과 산업 안전을 강화하기 위해 노력함. 전 직원과 공유가치창출(CSV) 전략을 공유하기 위해 CSV 프로젝트를 계획하고 수립하는 전략회의를 운영함. |
| Project                 |                | |
| 효과성                  | CJ대한통운     | 아파트 단지, 전통 시장 등에서 노인들이 전동 카트를 이용해 물품을 배송하는 ‘실버택배’ 사업을 추진하여 시니어 일자리 창출 효과를 내는 동시에 택배 네트워크를 확대함. 지방지차단체나 다양한 기관과 업무협약을 체결하여 실버택배 확산과 시니어 일자리 창출을 위한 협력관계를 단계적으로 구축함. |
| 창조혁신성              | 롯데면세점     | 서울 성동구 및 비영리단체(문화예술사회공헌네트워크)와 파트너십을 맺어 서울숲 약 1200평에 달하는 유휴부지를 사회적 사업가, 예술가, 저소득층 자녀, 청년 창업가, 경력 단절 여성 등 사회 취약계층을 지원하는 공간으로 탈바꿈시키는 ‘언더 스탠드 에비뉴(Under Stand Avenue)’ 조성 사업을 추진함. |
| 창조혁신성              | 논산시청       | 육군 훈련소 영외면회제도를 부활시켜 지역경제 활성화를 이끎. 영외면회 시행 후 372개의 일자리가 창출됐고, 연간 100여 만 명의 방문객이 도시를 찾아 이로 인한 경제 유발 효과가 244억 원에 이름. |
| 전파성                  | 한국바스프     | 특수 재료로 만든 친환경 소재의 구조물인 엘라스토코스트 시공 과정을 한국 상황에 맞도록 현지화하여, 이 재료를 제방에 적용해 해안침식 문제를 해결함. 지자체 등과 협력해 생태하천 복원, 도로 포장 등에 활용하고, '기후변화 대응'이라는 거시적이고 공동체적인 과제를 지역사회와 함께 풀어감. |
| 상생성                  | 현대엔지니어링 | 모듈러 기술을 활용해 재해구호주택을 개발하고 이재민 및 재난위기 가정의 주거문제를 해결하기 위해 희망하우스 프로젝트를 추진하여 주거 양극화로 인한 갈등을 해소하는데 기여함. |

#### 제 3회 Porter Prize for Excellence in CSV 수상 기업
| 부문                    | 수상기업               | 공적요지 |
| Process                 |                        | |
| 민간 부문               | CJ주식회사             | 2014년부터 한국국제협력단(KOICA)과 함께 베트남 극빈 지역인 닌투언 성 지역 내 주민의 농업소득을 향상시키고 농촌마을의 자생력을 강화하는 민관협력사업 ‘베트남 농촌개발 사업’을 추진함 |
| 민간 부문               | 에코준컴퍼니           | 제품 생산에서 공정, 유통에 이르기까지 환경오염을 최소화하는 ‘그린 디자인’ 제품을 통해 친환경 라이프스타일을 확산시키고, 기후변화 및 환경 파괴로 인한 문제 해결의 필요성을 인식시킴. 취약계층 및 장애인을 고용하고 판매 수익금의 일부를 식수 지원 캠페인과 말라리아 치료제 보급에 지원함.      |
| 공공 부문               | 강동구청               | 자금이 부족한 청년사업가들을 위해 점포 리모델링 비용, 임차보증금 등을 지원하는 ‘엔젤공방’ 사업을 운영하여 지속가능한 사회를 만들기 위해 노력함. 공유가치창출 사업들을 반기마다 홈페이지에 업로드하고 지속경영보고서를 발간하는 등 투명하게 공개함.                                            |
| 공공 부문               | 한국전력공사           | ‘빛가람 에너지밸리’ 조성 사업으로 나주에 총 177개 기업을 유치하고, 8,149억 원의 투자 유치 실적을 올리며 5,658명의 고용 창출 효과를 발생시킴. 중소기업 수출 촉진 브랜드인 KTP(KEPCO Trusted Partner)에 에너지 신사업 분야를 추가해 중소기업의 조기 안착을 지원하고 동반성장을 도모함.          |
| 비영리 부문             | 금오공업고등학교       | 입학 때부터 진로 선택 길잡이인 ‘7트랙’을 제시해 학생들의 목표 설정을 돕고 정밀기계, 공정 자동화 등과 관련한 맞춤형 인재를 육성하기 위해 체계적인 교육을 실시함. |
| 해외기업의 국내현지법인 | 슈나이더일렉트릭코리아 | 한국 해비타트와 함께 ‘희망의 집 짓기’ 프로젝트에 참여해 슈나이더 일렉트릭의 에너지 효율 솔루션과 재생에너지 기반의 제품을 활용하여 에너지 취약 계층의 주거 환경 개선에 앞장서는 등 에너지 접근성 및 형평성 향상에 기여함.                                                                     |
| Project                 |                        | |
| 효과성                  | 롯데면세점             | 오픈소스(open-source)형 캐릭터 나눔 사업인 ‘탱키 패밀리’ 프로젝트로 중소기업 및 청년벤처 경쟁력을 지원하고 상품개발 및 판매로 발생한 수익의 일부를 공동기부 형태로 사회에 환원함. 청년 중소업체의 우수상품을 롯데면세점에 입점시켜 해외 시장 진출을 지원함.                                   |
| 창조혁신성              | 한국바스프             | 비타민 B2를 생산하고 남은 발효 잔여물을 사료첨가제로 업그레이드 시키는 새로운 가치와 이익을 창출하는 등 일종의 ‘업사이클링 시스템’을 개발함. 기계를 통해 바스크가 개발한 육모상처리제의 살포를 자동화시켜 농촌의 노동력 부족을 해결하고 농민들의 건강 증진에 기여함.                          |
| 전파성                  | LG생활건강             | 네팔 히말라야 지역에서 허브 원료 조달 사업을 추진하고, 사회적 기업 ‘H플랜트’를 설립해 현지인이 직접 화장품 원료를 생산할 수 있도록 해 낙후된 지역사회의 소득 증대에 기여함. 원료 구매, 생산 공정 구축, 원주민 기술 교육 등 지역사회 개발을 돕고 자사 제품의 품질 향상과 이미지 개선을 도모함. |
| 상생성                  | KT                     | 전남 신안 임자도, 인천 백령도 등 외딴섬과 경남 하동 청학동 등에 적극적인 ICT 인프라 투자를 진행하여 농어촌 주민의 삶을 개선하고 교육 기회를 제공하며, 지역 소득 증대, 교육환경 개선, 보건의료 복지 강화 등 공공서비스 차원에서 상당한 성과를 나타냄.                                          |
| 상생성                  | 인천국제공항공사       | ‘개방형 혁신 플랫폼’을 활용한 신규사업 발굴 프로젝트 ‘Service Up Start Up’을 추진하여 인천공항 인근 주민과 기업가, 단체 등과의 협업을 통해 인천공항의 서비스의 다양성과 질을 높이고 지역사회 유망 기업을 지원함.                                                                              |

#### 제 4회 Porter Prize for Excellence in CSV 수상 기업
| 부문                    | 수상기업                    | 공적요지 |
| Process                 |                             | |
| 민간 부문               | 바텍이우홀딩스              | 촬영에 들어가는 시간을 기존 장비의 약 4분의 1로 줄인 저선량 컴퓨터단층촬영(CT) 장비, 휘어지는 구강 내 디지털 X선 영상센서 등을 개발하여 건강에 해로운 X선을 조금이라도 덜 쐬게 해주는 기술을 개발함. |
| 민간 부문               | The-K 예다함상조            | 복지 사각지대에 놓인 차상위 계층 및 빈곤 노인가구에 실질적인 도움을 주기 위해 ‘사랑(愛)다함’ 사업을 기획하여 수도권의 65세 이상 노인을 대상으로 무료 진료와 급식을 지원하고, 가난한 환자들을 위해 세운 무료 병원인 요셉의원에 기부금을 전달함. |
| 공공 부문               | 대한무역투자진흥공사(KOTRA) | 인도네시아 중소기업부, 국내 진출기업와 협업해 인도네시아의 낙후된 지역 1개 마을-1개 특산품을 개발, 가공해 판매하도록 하는 OVOP(One Village One Product) 사업을 지원함. 또한, 국내 기업의 기술 경험을 신흥국에 전수해 현지 기술 발전에 기여하는 해외 기술학교를 운영함. |
| 공공 부문               | 육군학생군사학교            | 입영훈련 일과표를 바꿔 후보생들의 훈련 집중도를 개선하고 생활용수 중점사용 시간대를 분산시킴으로써 상수도 운영의 효율성을 달성함. |
| 공공 부문               | 인천국제공항공사            | 문화예술인들이 공항에서 공연이나 작품을 선보일 수 있게 한 '공항의 문화거리화' 사업을 추진하고, 중소기업과의 협업을 통해 친환경 항공기 지상전원공급 장치(AC- GPS)를 개발 및 수출함으로써 경제적 이익을 취하고 탄소감축이라는 사회적 가치를 꾀함. |
| 해외기업의 국내현지법인 | 슈나이더일렉트릭코리아      | 젊은 세대에게 에너지 문제에 적극적으로 참여하도록 동기 부여를 하기 위해 지역 에너지 문제를 해결한 아이디어를 제공한 학생들에게 재정적 지원 및 여행 기회를 제공하고, 학생들의 아이디어를 기반으로 한 제품을 출시하여 에너지 접근성 향상에 기여함. |
| 해외기업의 국내현지법인 | 한국이콜랩                  | 친환경적인 제품·서비스와 혁신 기술로 클라이언트 기업들이 천연자원을 절약해 환경을 보호하고, 관련 생산비용을 줄이는데 기여함. 해마다 전 세계에서 물 6억 톤과 전력 300만 MWh를 절약하고 79만 톤의 온실가스 배출과 2만 6,000톤의 폐기물을 줄이는데 기여하는 효과를 냄. |
| Project                 |                             | |
| 효과성                  | CJ대한통운                  | 아파트 단지 인근에 사는 노인이 물건을 동별로 분류하고 전동카트를 이용해 집 앞까지 배송하는 허브 앤드 스포크(Hub and Spoke) 방식의 비즈니스 모델 ‘실버택배’ 운영을 통해 시니어 세대의 재취업 문제, 노후 빈곤 문제 등을 해결함. 기업, 시군구 자치단체, 한국노인인력개발원이 삼각 협업체제를 이루어 시니어 일자리를 창출하는 구조로 운영되어 기업과 사회의 동반성장을 도모함. |
| 창조혁신성              | 경찰대학                    | 아시아·태평양 지역에서 한국 경찰이 주도한 최초의 국제연합체 ‘아시아 경찰교육기관 연합(APTA)’을 창설하여 긴밀한 인적 네트워크를 구성하고 각 나라 경찰교육 기관 간 공고한 협력 체제를 구축함으로써 해외에 체류하는 자국민을 효과적으로 보호하는 데 이바지함. |
| 전파성                  | 서초구청                    | 장애인 바리스타가 커피를 내리는 ‘늘봄카페’를 운영하고, 이들의 장기적 직무 역량을 개발하기 위해 베트남 방문연수를 실시하는 등 장애인들에게 안정적인 일자리를 제공하고 자립을 도움. |
| 전파성                  | 필츠코리아                  | 국제 공인 기계류 안전전문가 과정 ‘CMSE’를 운영해 수강생을 대상으로 커뮤니티를 만들어, 이들이 온오프라인 활동을 통해 안전 관련 이슈를 논의하면서 개별 사업장에 안전 문화를 전파하도록 유도시키는 등 안전전문가들을 위한 비영리 플랫폼을 활성화시켜 국내 안전 문화 확산에 기여함.                                                                                            |
| 상생성                  | 롯데면세점                  | 누구나 자유롭게 다양한 상품을 제작할 수 있게 하는 ‘탱키패밀리 프로젝트’를 운영하여 유망한 창업가의 성장을 지원함. 참여 업체들은 전체 매출의 3%를 롯데면세점과 함께 국내 사회기관과 비영리재단에 기부하여 사회 환원 정신을 달성함. |
| 상생성                  | KT                          | 방글라데시 모헤시칼리 섬에서 해외 '기가 아일랜드' 프로젝트를 추진, 각종 첨단 기가 네트워크 시설로 초등학생들의 교육환경 개선에 기여하고, 원격진료 및 전자상거래 서비스를 제공함. |

#### 제 5회 Porter Prize for Excellence in CSV 수상 기업
| 부문                    | 수상기업         | 공적요지 |
| Process                 |                  | |
| 공공 부문               | 육군학생군사학교 | 후보생들의 응급의료지원 여건을 개선하기 위해 지역병원과 MOU를 체결하여 응급후송시간을 단축시키고, 소속 간부들의 주민등록지 이전과 자녀가 지역 학교에 진학할 수 있도록 괴산·증평교육지원청과 협력해 지원하여 지속가능한 도시구축과 지역경제 활성화에 기여함.                                |
| 공공 부문               | 인천국제공항공사 | 높은 임대료와 진입 장벽으로 인해 대기업 프랜차이즈 위주로 입점하는 여객터미널 상업공간에 청년 기업인, 영세 기업인이 진입할 수 있도록 최소 임대료를 적용하고 공동 마케팅을 진행함. |
| 공공 부문               | 창녕군청         | 재산권 행사가 제한되는 국내 최대의 자연내륙습지인 우포늪의 인근 주민들로 하여금 주민주도형 생태관광 모델을 구축하게 하고, 운영에 자발적으로 참여하도록 함으로써 주민의 소득 증대 및 일자리 창출에 기여하고 자연과 사람이 공존하며 발전할 수 있도록 함.                                     |
| 비영리 부문             | 국립인천대학교   | 대학 비전과 사회적 책임을 동시에 추구하고자 사업의 효율성 제고 및 예산의 투명성 확보를 위하여 CSV 이론에 입각한 예산 편성 제도를 운영함. 글로벌 희망 완성 프로젝트 추진을 통한 국제적 대학으로서의 이미지 제고 및 다문화 가족 국내 대학 유학생 유치를 활성화함.                            |
| 해외기업의 국내현지법인 | 한국이콜랩       | 다양한 사업장에서 나오는 폐수를 처리해 물을 재활용할 수 있도록 돕고, 원유를 시추하거나 정제하는 공정에서 시추공 부식을 방지하고 이물질을 제거하는 서비스를 제공하는 등 세상을 깨끗하고 안전하고 건강하게 만드는 비즈니스를 추구함으로써 CSV 사업을 추진함.                                 |
| Project                 |                  | |
| 효과성                  | 서울시설공단     | 공단의 서울어린이대공원, 청계천, 국린산림과학원, 아름다운가게, 트리플래닛 등 다양한 외부기관과 협업하여 서울의 유휴공간에 나무를 식재하는 ‘도시숲 조성사업’을 추진하고, 시민 모금, 수목식재 설계, 시공 및 유지관리, 사회적·경제적 가치 측정을 진행하여 건강한 도시 서울을 만드는데 기여함. |
| 창조혁신성              | 경찰대학         | 경찰교육 훈련 방식에 경찰교육기관 중 최초로 국제기구 공식인증인 ‘유엔 경찰교육 인증’을 취득하여 한국 경찰의 우수성을 알리고 국제 평화유지 활동에 이바지함. |
| 전파성                  | SK이노베이션     | 국내 최대의 장애인 음악 축제 ‘GMF(Great Music Festival)’ 개최를 통해 발달장애인들의 음악적 재능을 지원하며 타인과 소통할 기회를 제공하고 나아가 장애에 대한 사회적 편견과 오해를 해소시키는데 기여함.                                                                                      |
| 전파성                  | 한국도시가스협회 | 에너지 취약계층을 위한 가스기기 지원사업, 사회복지시설 지원사업을 통해 도시가스 수요 확대와 가스기기의 편의성에 대한 인식을 제고해 회원사들의 사업적 가치를 높임. |
| 상생성                  | 파나소닉코리아   | 광고·홍보·마케팅 분야에 진출하길 희망하는 대학생을 대상으로 체험형 공모전인 파나소닉 대학생 홍보대사 ‘PR챌린지’를 운영하고, 영상이나 사진에 관심이 많은 청소년들에게 카메라와 관련 프로그램을 지원하는 ‘청소년 꿈 키워주기 운동’을 진행함.                                                 |
| 상생성                  | 국립공원관리공단 | 공원 내 주민들이 국립공원을 스스로 보전하면서 주민 소득을 높이고 국립공원의 가치를 지키는 '국립공원 명품마을' 조성사업을 추진, 로컬푸드 스테이션(14개소), 마을공동 숙박시설(4개소) 등의 운영하여 지역경제를 활성화시키고 지속가능한 일자리 창출에 기여함.                                  |
| 성과관리 우수성         | 강동구청         | 주민 대토론회를 개최하여 불법 변종업소 밀집지역을 청년 장인이 운영하는 엔젤공방거리로 변화시켜 주거환경 개선과 사회적경제 생태계를 확대함. 체계화된 평가를 갖추어 수요데이트 등과 같은 프로그램을 통해 주민과의 소통을 진행하여 지자체 활동에 대한 개선을 해 나감.                         |

#### 제 6회 Porter Prize for Excellence in CSV 수상 기업
| 부문                    | 수상기업               | 공적요지 |
| Process                 |                        | |
| 공공 부문               | 한국보건산업진흥원     | “보건산업 국제 경쟁력 강화와 국민보건 향상”이라는 미션 하에 26개국 406명의 환자를 초청 치료하였으며 외국의료인을 국내에 초청하여 연수를 지원함. 지자체 유관기관과 협력하여 글로벌 나눔문화를 확산시키고 ODA차원의 나눔의료를 통한 중증치료 우수국가 이미지 제고에 기여함.          |
| 비영리 부문             | 국립인천대학교         | 지역특성에 기반하여 글로벌 창의 인재 양성을 위하여 사업 포트폴리오를 구성·운영함. 교과목 설계시 CSV 정신을 체화할 수 있게 함으로써 향후 사회로 진출하는 잠재 사회인을 대상으로 공존·공영정신을 널리 전파하는 산실의 역할을 담당함.                                                 |
| 해외기업의 국내현지법인 | 한국이콜랩             | 사회와 고객 기업이 맞게 될 환경문제들을 해결하는 비즈니스 모델을 구축하고 기업들의 지속가능한 성장에 솔루션을 제공하여 천연자원 절약, 폐수, 폐기물, 온실가스 배출을 절감시키고 고객 기업의 비용 절감 및 생산성 증가를 도모함.                                                      |
| Project                 |                        | |
| 효과성                  | CJ나눔재단             | 2017년, 소외계층 청(소)년들의 자립을 지원하고 계열사 취업과 연계된 교육프로그램 ‘꿈키움 아카데미’를 도입하여 요리, 생산, 서비스 분야 185명이 수료하였고 그 중 142명이 취업에 성공함. 투입 대비 사회적 가치 창출 효과가 289억원에 달함.                                             |
| 창조혁신성              | 인텔코리아             | 인텔의 인공지능(AI) 기술을 교육 사업에 적용한 초중등학교 대상의 AI 교육프로그램 ‘Intel Artificial Intelligence For Youth’를 국내에 도입하여 15개 중고교 학생 2,000여 명에게 교육을 진행해 인재 양성에 기여함.                                                                      |
| 전파성                  | 강동구청               | 전체의 63%를 CSV사업 예산으로 분류하며 주민 중심의 공약이행평가단을 운영하여 체계를 구축하고, 지속가능경영보고서를 통해 CSV 성과를 외부에 공개함. 아이스팩 재활용 친환경 수거함 설치 및 캠페인을 실시하여 총 47,113개 수거 및 재활용을 하였으며 전국 지자체에서 벤치마킹을 실시함. |
| 상생성                  | 국립공원공단           | 생애주기별 사회적 이슈를 반영한 탐방프로그램을 운영하여 필요에 따른 맞춤형 프로그램을 제공하여 자연이 주는 혜택을 공유하고, 공공기관의 사회적 역할을 수행함. |
| 포용성                  | 슈나이더일렉트릭코리아 | Planet & Society Barometer(지속성장 가치를 위한 통합된 관리 프로세스)를 구축하여 매년 각 항목별 목표(효율성, 윤리 및 책임, 에너지 갭 감소 솔루션)를 수립 및 실행함. 엔지니어링 및 기술분야 학생을 전문가로 지원하는 ‘꿈의 날개 프로젝트’, ‘Light It up’ 등을 추진함.               |

#### 제 7회 Porter Prize for Excellence in CSV 수상 기업
| 부문                    | 수상 기업                | 공적요지 |
| Process                 |                          | |
| 민간 부문               | 포스코                   | 2018년 ‘기업시민’ 경영이념과 기업시민헌장을 선포하고 19년부터 CEO 직속 기업시민실을 운영하며 주요 업무를 모듈화하여 기업시민 실천가이드를 제시하는 등 전사적 CSV 추진체계를 구축함.                                                                                 |
| 공공 부문               | 국립공원공단             | 국립공원의 무장애 탐방시설을 의무설치 장소 이상으로 확충하여 교통약자(고령자, 장애인, 임산부, 영유아 동반자 등을 포함)의 탐방제약 요인을 제거하고 수요자 중심의 탐방인프라를 확충함                                                                                 |
| 비영리 부문             | 서울과학종합대학원대학교 | 4T(eThics, sTorytelling, Teamwork, Technology)의 윤리 중심 교육철학으로 CSV를 실현하여 경제, 사회, 환경 기준의 업무 적용과 전사적 사업 관리를 실행하여 개인과 조직의 CSV 목표 및 성과와 연계하는 지속경영다이어리를 제작함.                                         |
| 해외기업의 국내현지법인 | 한국이콜랩               | 물, 공공위생, 에너지 및 환경 자원 저감 제품 및 기술을 지원하여 산업계 고객에게 천연자원 절약, 온실가스 및 폐기물 배출 절감, 고객 비용 절감 및 생산성 증가 등 CSV 차원의 비즈니스를 수행함.                                                                          |
| Project                 |                          | |
| 효과성                  | 현대제철                 | 지역내 발생하는 커피박을 재자원화하여 연필, 화분, 파벽돌, 도로포장재, 교육용완구 등 다양한 상품에 활용하는 자원순환 모델을 개발하고, 연 30만개의 재자원화 제품을 생산함. 참여 소셜벤처 10개사를 지원하며 취약계층 8명의 일자리를 창출함.                            |
| 창조혁신성              | 강동구청                 | 증가하는 반려동물로 인한 복지시설, 유기견 등 사회문제에 대한 예방적 정책을 실현하여 SK텔레콤과 협력해 AR 동물원을 개장함. ‘동물사랑 생명존중’ 교육프로그램, '동물매개 치유 프로그램', '반려견 행동전문가 양성과정' 등의 프로그램을 운영함.                          |
| 전파성                  | 필츠코리아               | 산업재해 감소를 위한 ‘안전 센서제품’ 개발로 산업안전을 도모함. 고객사 안전시스템 내재화를 위한 ‘국제 안전전문가 과정’ 운영과 대기업 및 협력사의 ‘안전체험관’ 시설을 지원하여 산업내 ‘안전’ 인식을 제고시킴.                                                         |
| 상생성                  | 삼성카드                 | 2014년부터 카드사 비즈니스 개념을 확장하여 이해관계자 참여형 오픈행사 '홀가분 마켓'을 개최, 소상공인/사회적기업의 판로확대와 홍보를 지원하며, 친사회·환경제품 판매로 소비자 인식을 제고함. 누적참여자 105만명, 셀러 1,200명, 소상공인 약 6만 7천건의 거래를 지원함. |
| 성과관리 우수성         | CJ나눔재단               | CJ나눔재단을 중심으로 소외계층 청(소)년들의 자립을 위한 사업을 기획하여 각 계열사 CSV 경영팀이 이를 실행함. 프레시웨이, 푸드빌, 올리브영 등의 계열사와 함께 양질의 교육기회를 제공할 뿐만 아니라 일자리 기회를 지원하여 소득향상의 선순환을 이룸.                   |
| 포용성                  | 국민연금공단             | 코로나 팬데믹 위기를 극복하기 위해 ICT 분야 규제 샌드박스 승인으로 ‘모바일 서비스 종합실행 계획’을 추진, 업무자동화로 서비스의 질을 개선하여 오류 제로화, 전수검증으로 처리시간을 1/9로 단축시킴. 영세사업장 가입장 연금보험료를 206만명에게 6,462억 원을 지원함.   |
| Post-Covid19 대응부문   | KT                       | KT 비대면 온라인 교육 플랫폼을 활용해 원격교육을 실시하여 코로나로 인한 교육격차 해소에 기여하고, KT 사랑의 시리즈 활동을 통해 코로나19로 침체된 지역 소상공인을 지원하여 2.2억 원 매출에 기여함.                                                                   |

## 명예의 전당
한 법인이 응모 부문에 관계없이 총 3회 포터상을 수상하였을 경우, 명예의 전당에 편입된다. 결과를 보면 주로 Process부문에서 명예의 전당에 많이 오르고 있다.
| 기업                   | 수상 이력 |
| CJ주식회사             | 제1회 Process 민간 부문 제2회 Process 민간 부문 제3회 Process 민간 부문                                                                                 |
| KT                     | 제1회 Project 창조·혁신성 제2회 Process 민간 부문 제3회 Project 상생성 제4회 Project 성과관리우수성 제7회 특별부문 Post-Covid19 대응                    |
| 강동구청               | 제1회 Process 공공 부문 제2회 Process 공공 부문 제3회 Process 공공 부문 제5회 Project 성과관리우수성 제6회 Project 전파성 제7회 Project 창조혁신성      |
| 국립공원공단           | 제5회 Project 상생성 제6회 Project 상생성 제7회 Process 공공 부문                                                                                       |
| 롯데면세점             | 제2회 Project 창조·혁신성 제3회 Project 효과성 제4회 Project 상생성                                                                                     |
| 슈나이더일렉트릭코리아 | 제3회 Process 해외기업의 국내현지법인 제4회 Process 해외기업의 국내현지법인 제6회 Project 포용성                                                        |
| 인천국제공항공사       | 제3회 Project 상생성 제4회 Process 공공 부문 제5회 Process 공공 부문                                                                                    |
| 필츠코리아             | 제2회 Process 해외기업의 국내현지법인 제4회 Project 전파성 제7회 Project 전파성                                                                         |
| 한국이콜랩             | 제4회 Process 해외기업의 국내현지법인 제5회 Process 해외기업의 국내현지법인 제6회 Process 해외기업의 국내현지법인 제7회 Process 해외기업의 국내현지법인 |
| 한국전력공사           | 제1회 Process 공공 부문 제2회 Process 공공 부문 제3회 Process 공공 부문                                                                                 |

## 특별사항
2020년에는 특별 부문으로 코로나19 팬데믹에 맞서 선제적 대응전략으로 사회문제 해결에 기여한 모범적 기업·기관에 Post-Covid19 대응부문을 시상하였다.